# Đường tỉnh 827
Đường tỉnh 827 hay Tỉnh lộ 827 là tên gọi chung của các con đường đi qua các huyện Châu Thành, Tân Trụ, Cần Đước, Cần Giuộc đều thuộc tỉnh Long An.

## Lộ trình

### Đường tỉnh 827A(Trục chính)
Đường tỉnh 827A là trục giao thông chính đi qua Thành phố Tân An và huyện Châu Thành.
Đường tỉnh 827A là trục giao thông chính của huyện Châu Thành, tỉnh Long An, bắt đầu từ cuối đường Nguyễn Đình Chiểu (giáp kênh Vành đai), thành phố Tân An rồi qua các xã, phường: Phường 7, Xã Bình Tâm, xã An Vĩnh Ngãi của thành phố Tân An; các xã, thị trấn: Hoà Phú, Vĩnh Công, Hiệp Thạnh, Tầm Vu (thị trấn), An Lục Long, Thanh Phú Long, Thuận Mỹ, Thanh Vĩnh Đông, điểm cuối là bến đò Thanh Vĩnh Đông.
Thông tin tuyến đường
- Chiều dài: 27,92 km.
- Quy mô:
  - Đoạn từ kênh vành đai (đầu tuyến) – đường Trần Văn Ngà: 4 làn xe (14–16m).
  - Đoạn từ đường Trần Văn Ngà – Km6+345: 4 làn xe (18–20 m).
  - Đoạn từ Km6+345 – đầu Lộ Ông Nhạc: 2 làn xe (11 – 12 m)
  - Xây mới tuyến tránh thị trấn Tầm Vu (nối từ ngã 4 Bình Cách đến ngã 4 Cầu Vuông), với quy mô: 2 làn xe (11 m)
  - Đoạn từ Ngã 4 Cầu Vuông – Cầu Phú Lộc: 9m, đến 2025 mở rộng lên 2 làn xe (11m)
  - Đoạn từ cầu Phú Lộc – hết tuyến: 7–9m, đến 2030 mở rộng lên 11m.
- Cầu trên tuyến: cầu Vĩnh Công, cầu Thầy Sơn, cầu Tầm Vu, cầu Phú Lộc, cầu Phủ Cung, cầu 30/04.

### Đường tỉnh 827B
Đường tỉnh 827B đi qua các xã của huyện Châu Thành: Bình Quới, Phú Ngãi Trị, Phước Tân Hưng, Thanh Phú Long.
Đường tỉnh 827B là một nhánh của tỉnh lộ 827A. Khởi đầu tại cống Bình Tâm và kết thúc tại Rạch Tràm (cận ranh Tiền Giang), giao cắt với tỉnh lộ 827A tại ngã tư Thanh Phú Long (thuộc xã Thanh Phú Long), đi qua địa phận các xã: Bình Quới, Phú Ngãi Trị, Phước Tân Hưng, Thanh Phú Long của huyện Châu Thành.
- Chiều dài: 15,76 km.
- Quy mô: 7–9 m đến năm 2030 mở rộng đạt tiêu chuẩn đường cấp III 2 làn xe (11 m).
- Trên tuyến có các đập ngăn mặn (còn gọi là: cống) như: cống Kỳ Son, cống Tầm Vu, cống Eo Đéc, cống Chợ Giữa, cầu 30–4.

### Đường tỉnh 827C
Đường tỉnh 827C là một nhánh của Đường tỉnh 827A đi qua các xã, thị trấn của huyện Châu Thành: Thị trấn Tầm Vu, Dương Xuân Hội, Long Trì.
Đường tỉnh 827C là một nhánh của tỉnh lộ 827A khởi đầu tại vòng xoay Tầm Vu (ngã ba huyện) Châu Thành ở Tầm Vu liền với tỉnh lộ 827A chạy dài qua các xã, thị trấn Tầm Vu, Dương Xuân Hội, Long Trì, điểm cuối giáp ranh với tỉnh lộ 879C huyện Chợ Gạo, Tiền Giang.
- Chiều dài: 3,95 km.
- Quy mô: 7–10 m.
- Trên tuyến có cầu Dựa và cống Cầu Đồn.

### Đường tỉnh 827D
Đường tỉnh 827D đi qua các huyện Châu Thành, Tân Trụ và Cần Đước.
Đường tỉnh 827D là khởi đầu tại ngã 3 Rạch Kiến kết thúc tại cầu Bình Cách tiếp giáp đường tỉnh 879B của Tiền Giang. Đi qua các huyện Cần Đước, Tân Trụ, Châu Thành.
- Chiều dài: 20,8 km
- Quy mô: 5,5m đến 2030 mở rộng đạt tiêu chuẩn đường cấp IV (7 m).
- Trên tuyến đường có cầu Bình Cách và 2 bến phà bắc qua sông Vàm Cỏ Đông và Vàm Cỏ Tây.